# Марат-Бай
Марат-Бай — река в России, протекает в Учалинском районе, Республики Башкортостан. Устье реки находится в 4,1 км по левому берегу реки Табылгашты. Длина реки составляет 14 км.
Берёт начало из родника на лесистых склонах хребта Уралтау под горами Музыканташ и Рястокташ. И впадает в реку Табылгашты.

## Данные водного реестра
По данным государственного водного реестра России относится к Уральскому бассейновому округу, водохозяйственный участок реки — Урал от истока до Верхнеуральского гидроузла. Речной бассейн реки — Урал (российская часть бассейна).
Код объекта в государственном водном реестре — 12010000112112200001498.